# 拉布雷德
拉布雷德（法語：La Brède，法語發音：[la bʁɛd]）是法国吉伦特省的一个市镇，属于波尔多区。拉布雷德城堡为当地知名建筑，是政治学家孟德斯鸠的出生地。

## 地理
拉布雷德（44°40'53"N, 0°31'43"W）面积23.28 平方千米，位于法国新阿基坦大区吉倫特省，该省份为法国西南部沿海省份，是法國本土面积最大的省，北起滨海夏朗德省，西临大西洋，南至朗德省，东南接洛特-加龍省，东临多爾多涅省。
与拉布雷德接壤的市镇（或旧市镇、城区）包括：圣梅达尔代朗、圣莫里永、艾格莫尔特-莱格拉沃、莱奥尼昂、马尔蒂亚克、圣塞尔沃、索卡茨。

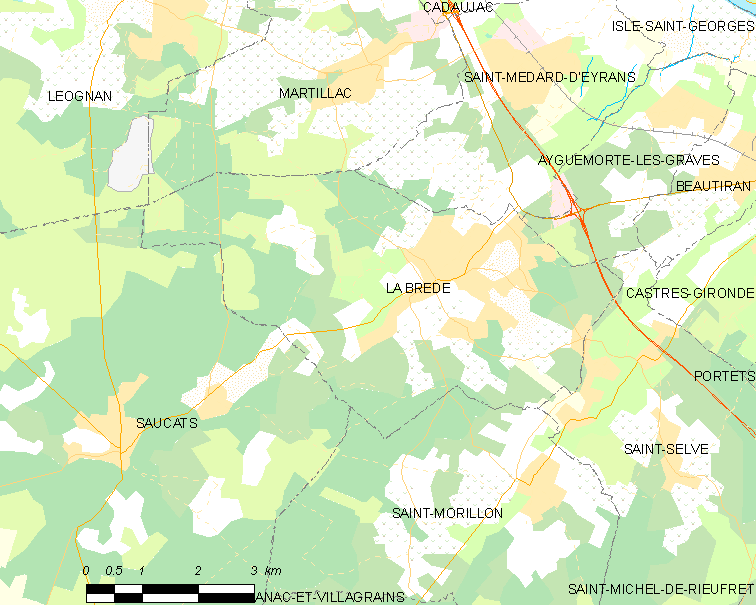
拉布雷德的OSM定位图

拉布雷德的时区为UTC+01:00、UTC+02:00（夏令时）。

## 行政
拉布雷德的邮政编码为33650，INSEE市镇编码为33213。

## 政治
拉布雷德所属的省级选区为拉布雷德县。

## 人口

1962-2008年间拉布雷德人口变化图示

拉布雷德于2022年1月1日时的人口数量为4423人。